# Auto-Union Museum in Bergen
Het Auto-Union Museum in Bergen was een museum in het dorp Bergen, Noord-Holland, met historische auto's van de merken Auto-Union, DKW en Tornax, die in de loop der tijd verzameld en gerestaureerd zijn door Henk Geerts. De voertuigen uit de collectie stammen uit de periode 1931 tot 1965. Het is het enige museum dat als zodanig erkend werd door Audi AG. 

## Geschiedenis
De verzameling begon in 1977 met het in oude staat terugbrengen van een DKW F8 Front Luxus vierzitter cabriolet door Geerts. Daarna verzamelde en restaureerde hij een grote reeks DKW- en Auto-Union cabrioletten hetgeen uiteindelijk resulteerde in de opening van het museum. Op 1 november 2013 overleed de oprichter en eigenaar op 82-jarige leeftijd. Het museum was in 2014 nog zeven zondagen open, maar is daarna permanent gesloten.

## Collectie
De collectie bestond in 2013 uit 15 automobielen en 10 motoren. De meeste modellen zijn van het merk DKW en Auto-Union, maar er bevonden zich ook enkele andere zeldzame modellen in het museum, zoals een in 1934 gebouwde Torax Rex Roadster 2.
Enkele andere modellen uit de collectie waren:
- DKW 3=6 Monza bouwjaar 1956-1959
- DKW F4 IHLE Roadster uit 1934
- DKW F1 uit 1931
- DKW F91 Sonderklasse Cabriolet Karmann uit 1954
- Zweirad Union DKW Hummel motorfiets

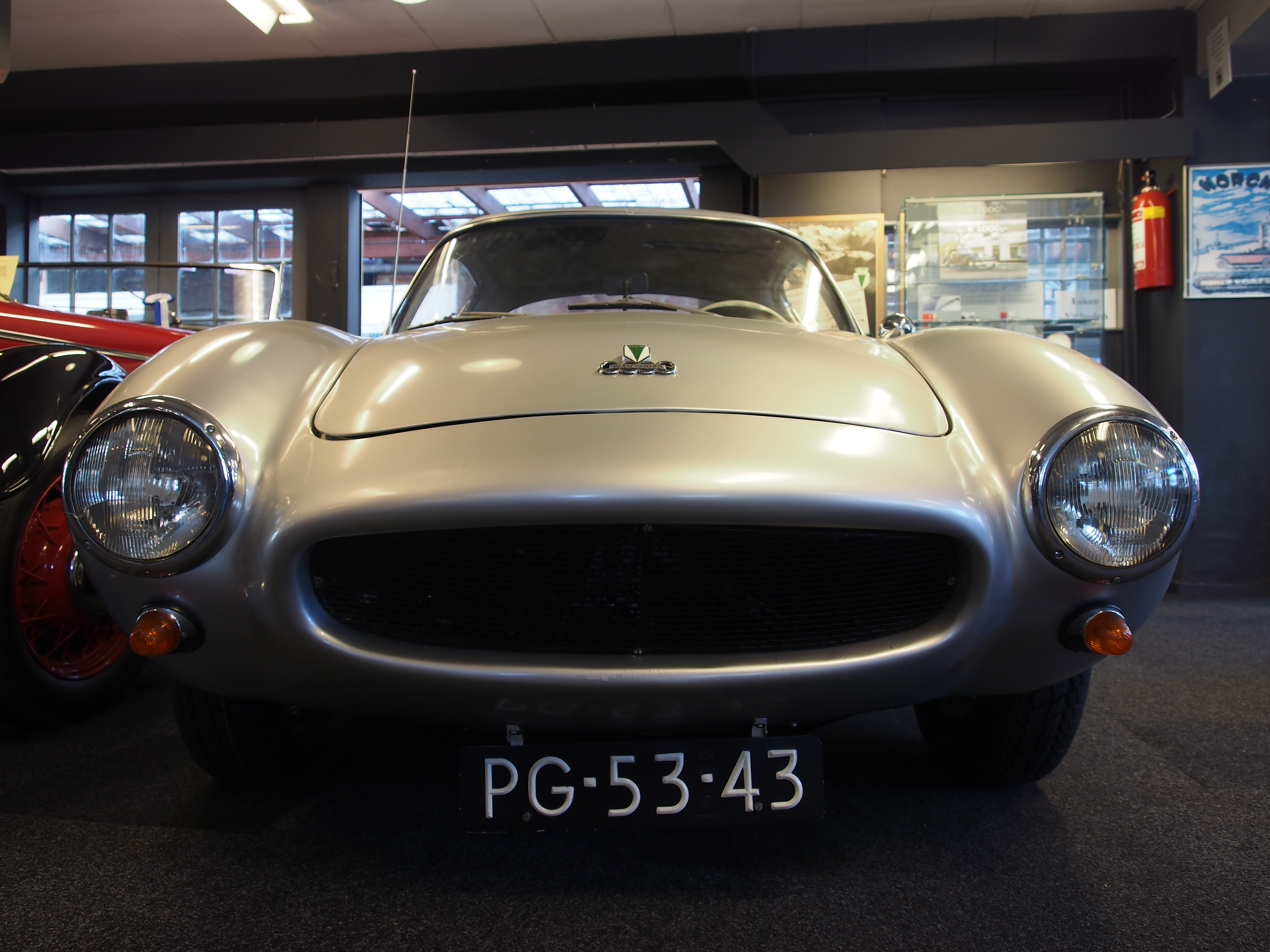
DKW 3=6 Monza
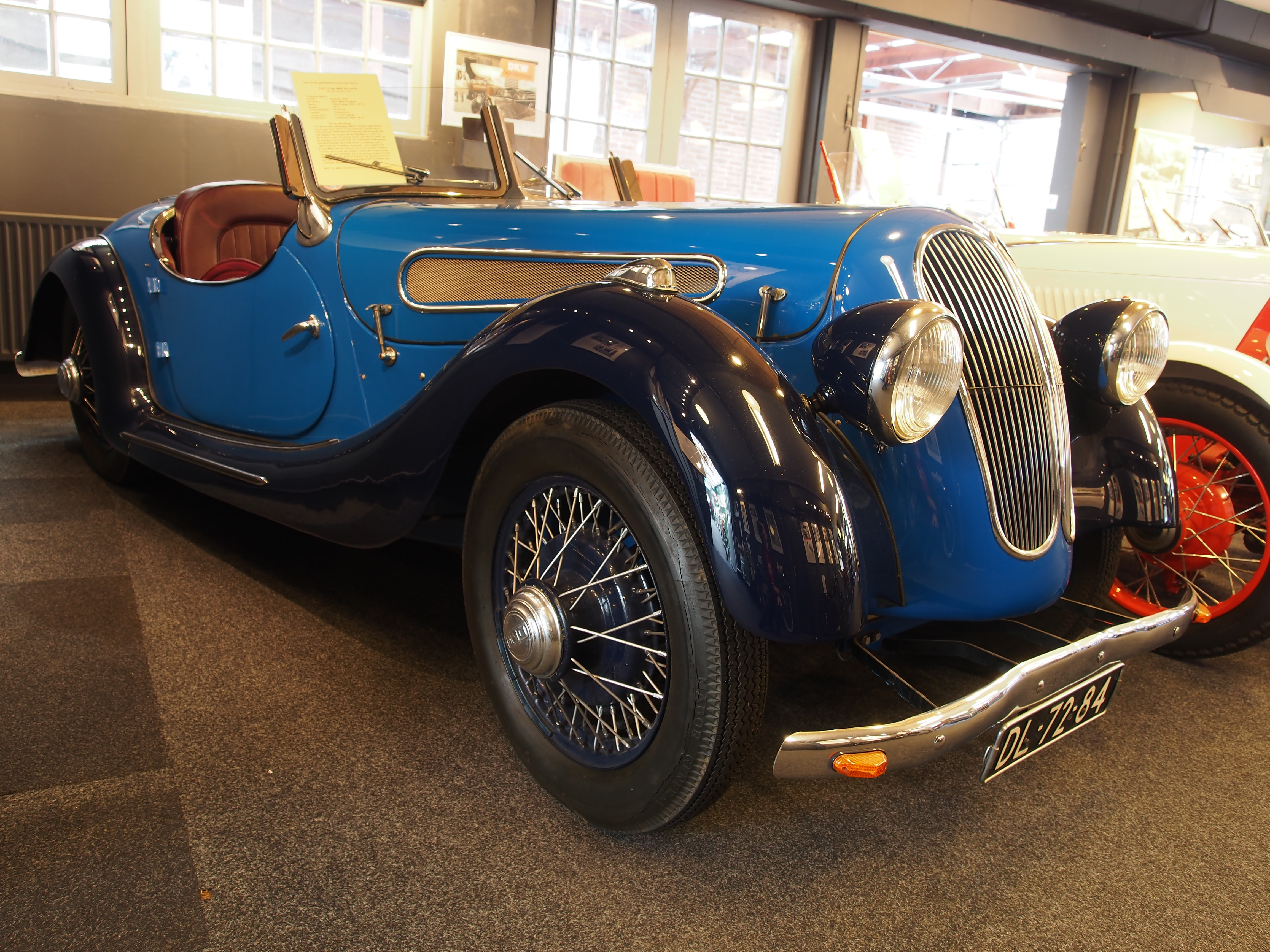
1934 DKW F4 IHLE Roadster
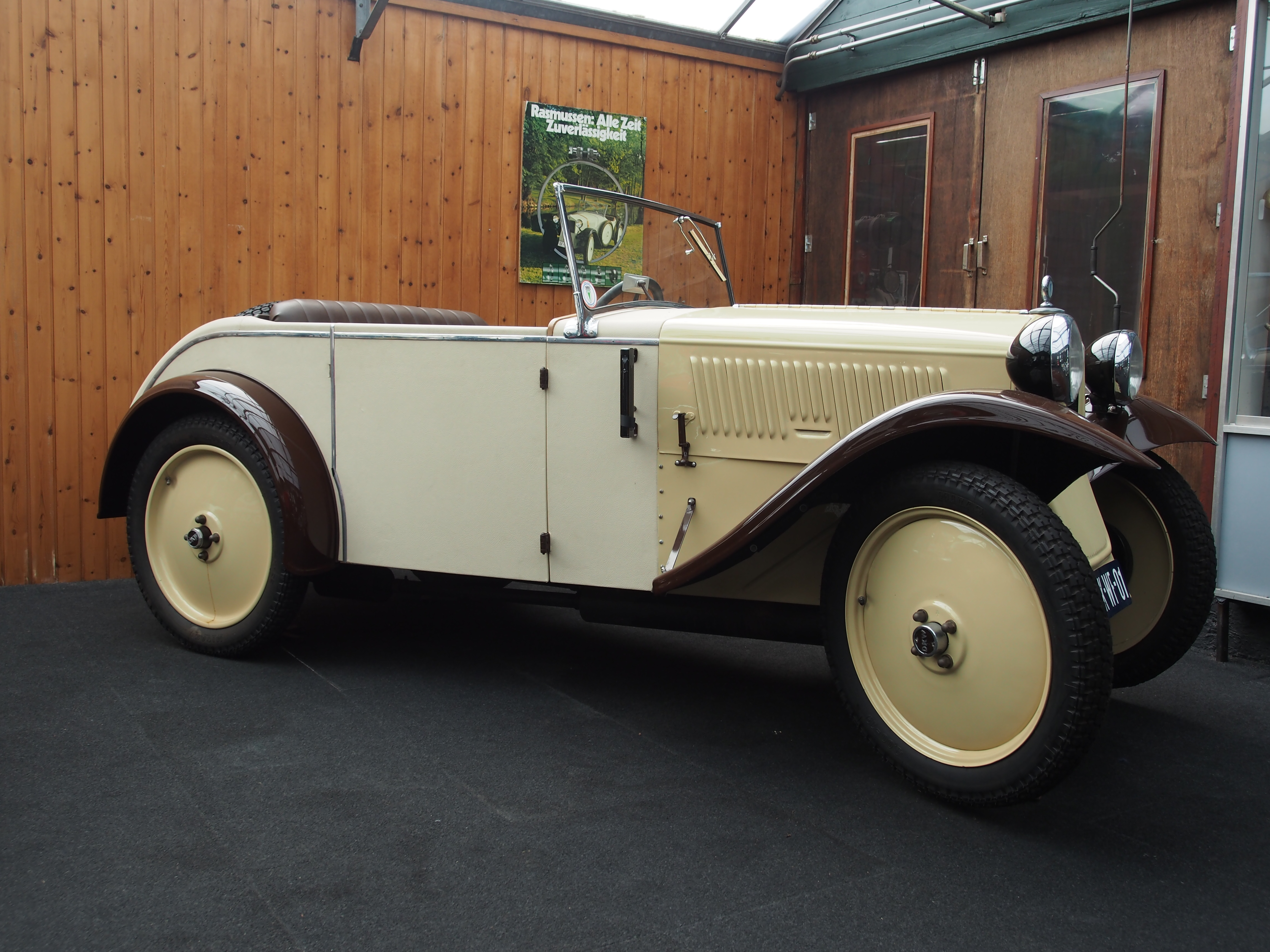
1931 DKW F1
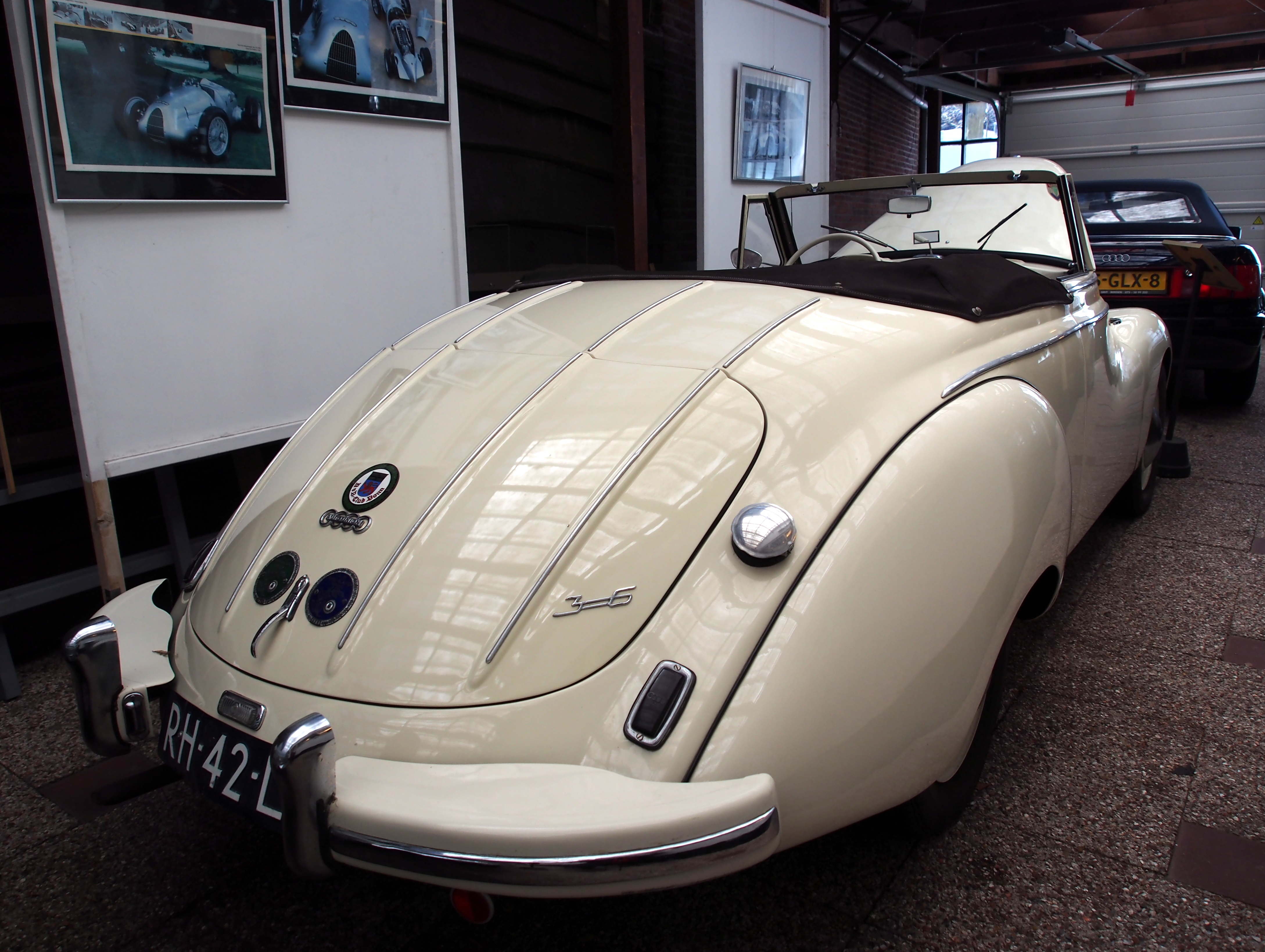
1954 DKW F91
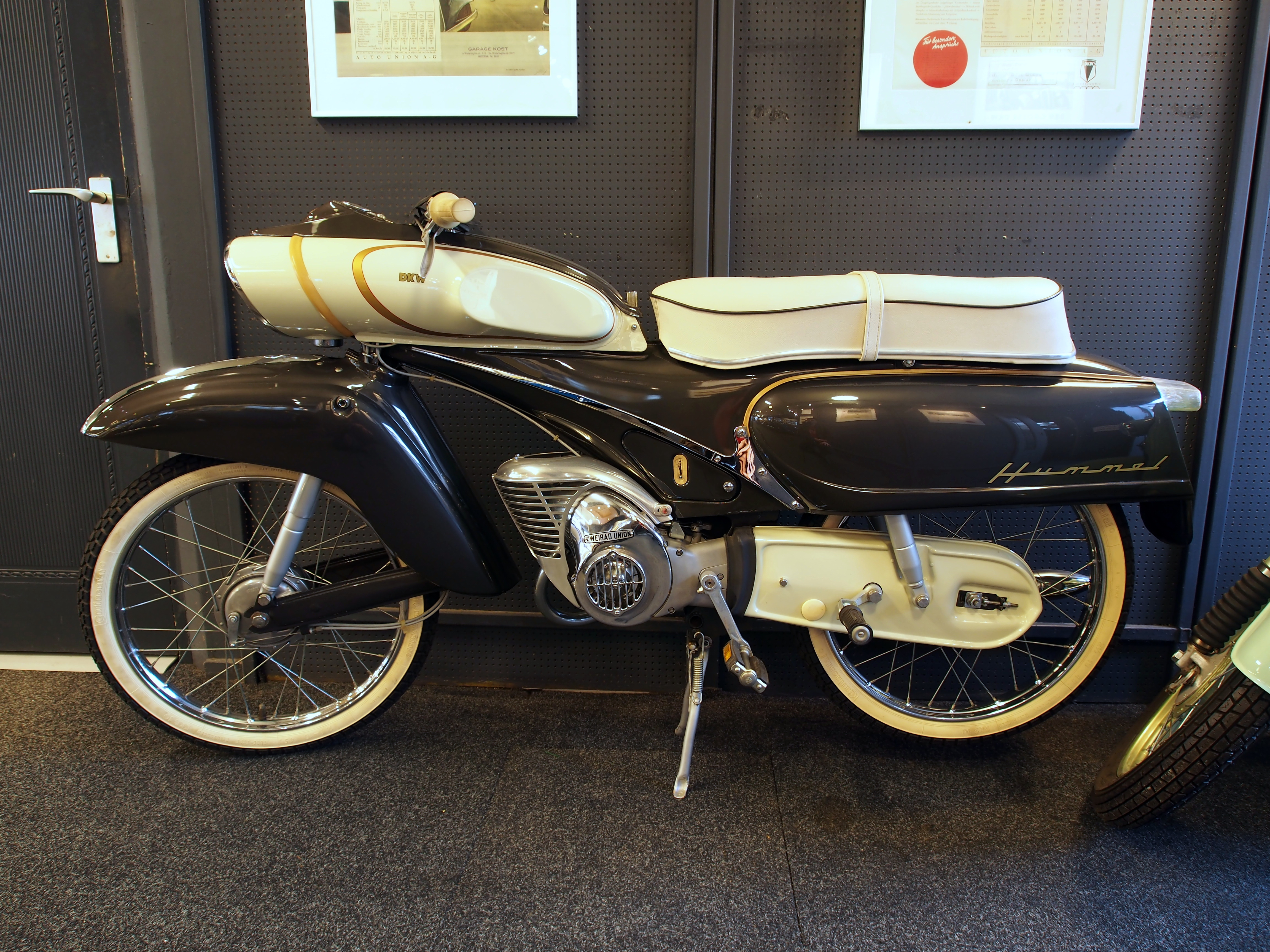
Zweirad Union DKW Hummel